# Lamorne Morris

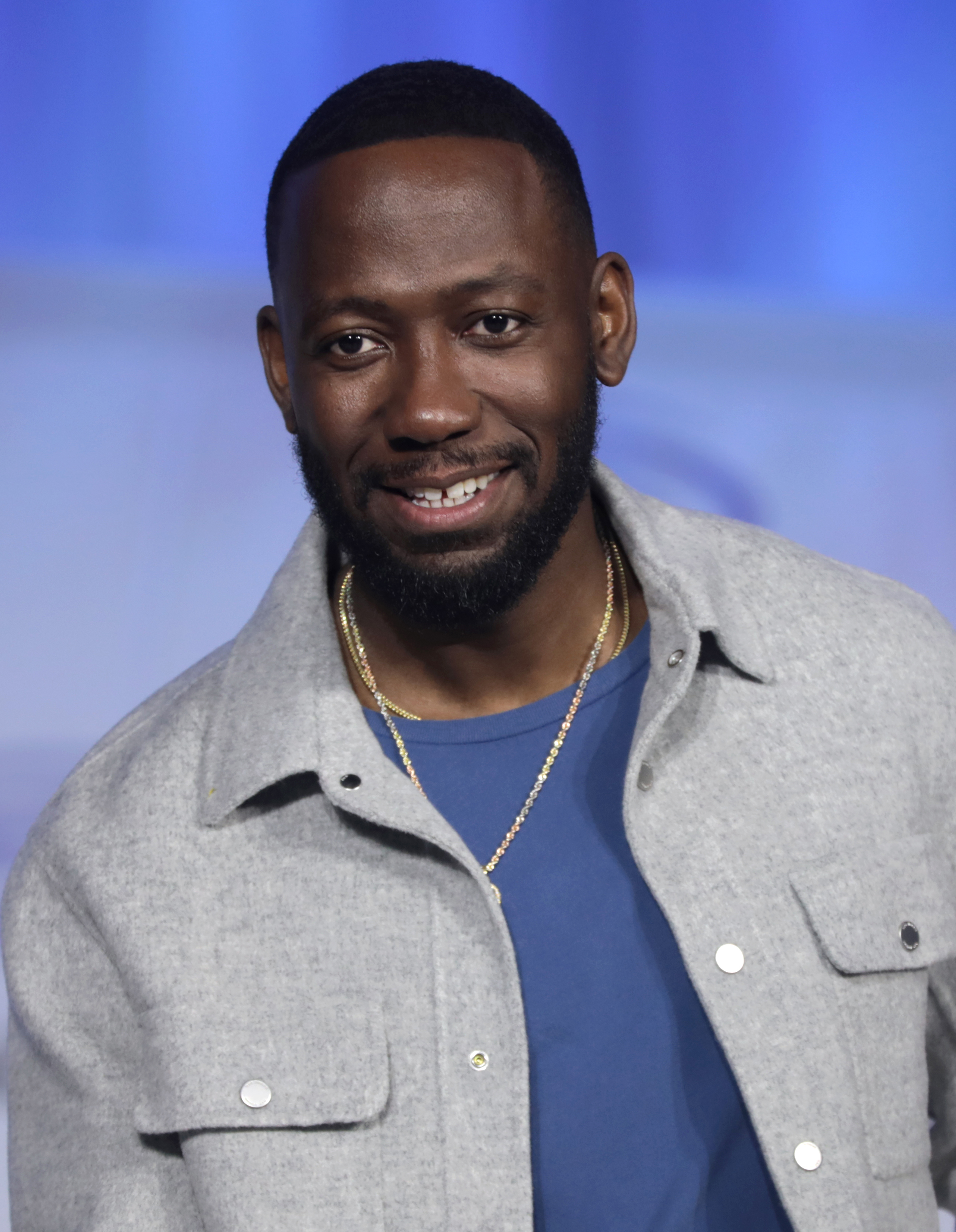
Lamorne Morris bei der WonderCon 2022

Lamorne Morris (* 14. August 1983 in Chicago, Illinois) ist ein US-amerikanischer Schauspieler.

## Leben
Bevor Morris Schauspieler wurde, wollte er Basketballspieler werden. Er studierte an der The Second City Training Center. Sein Fernseh-Debüt gab er als Gastgeber seiner eigenen Show beim Sender BET. Des Weiteren spielte er in zahlreichen Werbespots, unter anderem für McDonald’s und Ford.
Seine ersten Erfahrungen in Richtung Schauspielerei machte er in mehreren Independent-Filmen. Er studierte auch Theater am College of DuPage nahe Chicago.
Von 2011 bis 2018 verkörperte er die Rolle des Winston Bishop in der Serie New Girl.

## Filmografie (Auswahl)
- 2009: To Have & Have More
- 2010: The Truth About Lies
- 2011: The Middle (Fernsehserie, Folge 2x20)
- 2011: The Guild (Fernsehserie, Folge 5x03)
- 2011–2018: New Girl (Fernsehserie)
- 2013: Drunk History (Fernsehserie, Folge 1x03)
- 2014: The Sex Teacher (Sex Ed)
- 2016: Barbershop: The Next Cut
- 2018: Game Night
- 2018: The Christmas Chronicles
- 2019: Yesterday
- 2019: Jumanji: The Next Level
- 2020: Bloodshot
- 2020: Desperados
- 2021: How It Ends
- 2021: Call Me Kat (Fernsehserie)
- 2024: Not Another Church Movie
- 2024: Saturday Night